# Gargnäs
Gargnäs is een plaats in de gemeente Sorsele in het landschap Lapland en de provincie Västerbottens län in Zweden. De plaats heeft 138 inwoners (2005) en een oppervlakte van 94 hectare. De plaats ligt op een landengte tussen het meer Hemsjön en de rivier de Gargån, in het dorp staat een houtenkerk uit 1911. De plaats ligt vijftig kilometer ten zuidoosten van de gemeentehoofdplaats Sorsele.